# Paliana basalis
Paliana basalis är en tvåvingeart som beskrevs av Charles Howard Curran 1927. Paliana basalis ingår i släktet Paliana och familjen parasitflugor. Inga underarter finns listade i Catalogue of Life.